# پیریمیدینیل پیپرازین
پیریمیدینیل پیپرازین (به انگلیسی: Pyrimidinylpiperazine) با فرمول شیمیایی C8H12N4 یک ترکیب شیمیایی با شناسه پاب‌کم 88747 است. که جرم مولی آن ۱۶۴٫۲۱ گرم بر مول می‌باشد. 